# Wielowieś (Tarnobrzeg)
Wielowieś – najbardziej na północ wysunięta część Tarnobrzega. Administracyjnie graniczy z Sielcem, Sobowem i Sandomierzem.

## Historia
Osada w tym miejscu założona w XII wieku. Była fundacją rodu Mądrostków. Inne nazwy to: Magnavilla, w kronikach Jana Długosza Wyelyawieś, a w Norimbergae Impensis Homannianorum Heredum z 1775 Jelewieś. W 1215 została erygowana parafia i włączona do diecezji krakowskiej.
Do 1954 wieś w gminie Trześń. W latach 1973–1976 w gminie Tarnobrzeg. 1 października 1976 włączona do Tarnobrzega,  licząc, że dzięki kopalniom siarki Siarkopol, miasto rozrośnie się, przekroczy 100 tys. mieszkańców i razem z Sandomierzem stworzy konurbację. W latach 90. XX wieku nastąpił upadek zakładów siarkowych, przez co plany te nie zostały zrealizowane. Wielowieś, mimo iż znajduje się w granicach miasta, zachowała charakter rolniczo-wiejski.
W 1999 podczas pielgrzymki do Polski w Wielowsi lądował Jan Paweł II.
W maju 2010 osiedle zostało całkowicie zalane w wyniku powodzi i podtopień.

## Obiekty i działalność
Najważniejszym zabytkiem Wielowsi jest zabytkowy klasztor dominikanek z połowy XIX wieku. Klasztor ten jest znany także z osoby Matki Kolumby Białeckiej – służebnicy bożej i założycielki Dominikanek ze Zgromadzenia Sióstr świętego Dominika.
W Wielowsi działa także Parafia Świętej Gertrudy i Świętego Michała Archanioła z kościołem Świętej Gertrudy i Świętego Michała Archanioła.
Wielowieś posiada przystanek kolejowy linii Łódź – Dębica i Sandomierz – Grębów. Najważniejszą linią komunikacji miejskiej jest linia autobusowa nr 11 łącząca Wielowieś z centrum Tarnobrzega i Sandomierza.
Od 1958 Osiedlowy Klub Sportowy Wielowieś Tarnobrzeg

## Związani z Wielowsią
- Franciszek Boczek (1895–1935) – major piechoty Wojska Polskiego
- Ludwik Jacek Ciba (1894–1938) – podpułkownik dyplonowany artylerii Wojska Polskiego
- Rafał Tarnowski (zm. 1372 lub 1373) i Dzirżysława z Wielowsi
- Jan Feliks Tarnowski
- Stanisław Piętak (1909–1964) – poeta, pisarz
- dominikanki Róża Kolumba Białecka i Julia Rodzińska
- Ferdynand Kuraś (1871–1929) – poeta ludowy.